# Kerkhofkapel (Merselo)
De Kerkhofkapel is een kapel met baarhuisje in Merselo in de Nederlands Noord-Limburgse gemeente Venray. De kapel staat aan de noordoostkant van het dorp ten noorden van de Sint-Johannes de Doperkerk midden op het kerkhof aan de straat Kleindorp.
De kapel is gewijd aan het calvarie.

## Geschiedenis
In de jaren 1890-1891 werd de kapel gebouwd.

## Bouwwerk
De open ondiepe bakstenen kapel is opgetrokken op een rechthoekig plattegrond en is tegen de achtergevel van het baarhuisje gebouwd. Het gehele bouwwerk wordt gedekt door een zadeldak met pannen. De frontgevel van de kapel is een puntgevel met schouderstukken, waarvan de deklijst in mergelsteen is uitgevoerd, en wordt getopt met een smeedijzeren kruis. Op de hoeken van deze gevel zijn tweeledige haakse steunberen aangebracht met mergelstenen afdeklijsten. Hoog in de frontgevel is een ronde mergelstenen versiering aangebracht waarin twee visblazen verwerkt zijn. In de frontgevel bevindt zich verder de spitsboogvormige toegang die uitgevoerd is in mergelsteen en wordt afgesloten met een laag hekje.
Van binnen is de kapel wit gepleisterd. In de kapel is er een calvariegroep geplaatst, bestaande uit Jezus aan het kruis in het midden, met daar links en rechts van de beelden van Maria en Johannes.